# Sierras de Azul
Las Sierras del Azul es un conjunto montañoso perteneciente al Sistema de Tandilia. Se ubican en el centro de la provincia argentina de Buenos Aires.
Se constituye de rocas precámbricos, una de las más antiguas del mundo, con 2200 millones de años. Son las primeras que irrumpen la amplia llanura Pampeana. Atraviesan el partido de Azul en dirección Sudoeste - Noroeste.

## Elevaciones
Sus picos más elevados, son los cerros La Crespa, La Armonía y los Ángeles.